# 富貴蘭
富貴蘭（ふうきらん）とは、フウランの古典園芸植物としての呼称である。

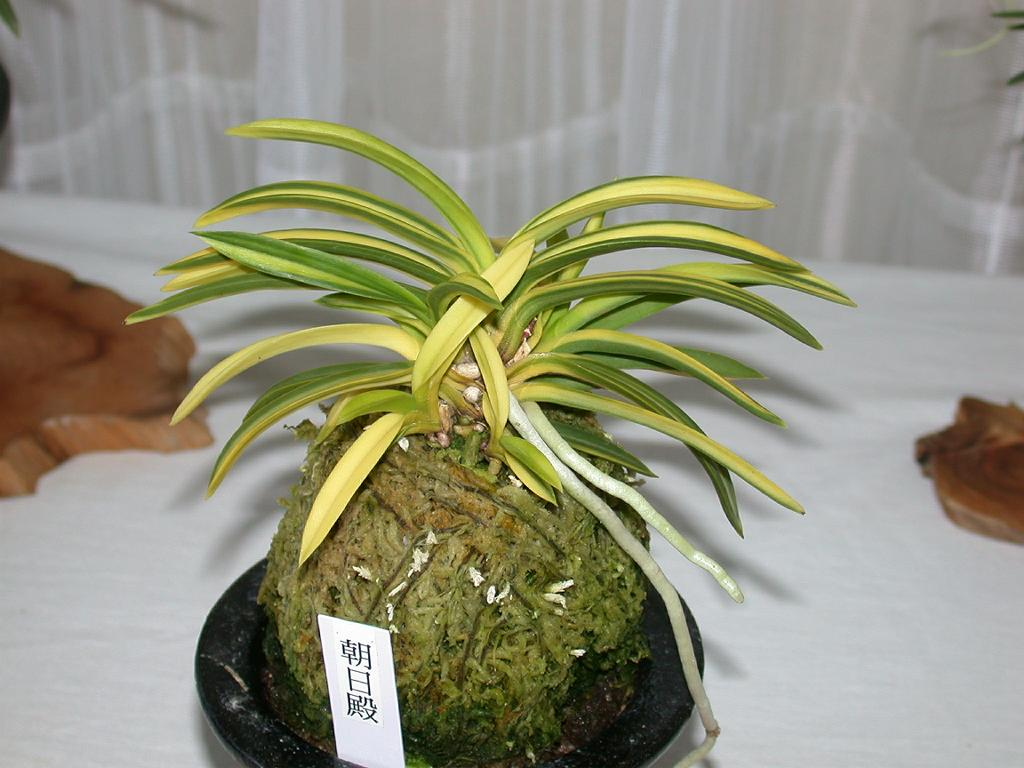
縞物・朝日殿

## 概説
フウランは、日本特産のラン科植物で、樹木の上に生育する着生植物である。花が美しく、香りがよいことから、古くから栽培されたものと考えられる。その中から、姿形の変わったものや珍しいものを選び出し、特に珍重するようになったのも、江戸時代の中頃までさかのぼることができる。文化文政のころ、一つのブームがあったようで、徳川十一代将軍家斉も愛好し、諸大名も盛んに収集を行なっていたと言う。このころは植木鉢の上に金網のカゴをかけ、手を触れぬように鑑賞し、あるいは息がかからぬよう、白紙を口にくわえたとも伝えられる。また、参勤交代のおりに花をつけた植木鉢を駕籠に持ち込み、その香りを楽しんだともいう。
その後、次第に層が広がり、江戸末期には一般庶民にも愛好家が増えたようで、安政二年に作られた番付表が残っている。明治維新や第二次世界大戦の敗戦など、何度か存続の危機があったものの、ほぼ百種程が生き延び、現在に伝えられた。古くから伝わるものは、ほとんどが柄物か型変わりであるが、平成に入るころから花物も増えつつある。
なお、富貴蘭を東洋ランというのは正しくないという向きもある。東洋蘭というのは、中国･台湾・日本のそれぞれの各国に自生するシュンラン属の園芸品種を西洋蘭に対して東洋の蘭である事から、東洋蘭という名称を造語してつけられた名称である。富貴蘭や長生蘭は、変化朝顔や松葉蘭などと共に、古典園芸植物ではあるが、東洋蘭と呼ぶのはふさわしくないとの見解もあることを付け加えておく。

## 栽培
主としてミズゴケを用いる。洋ランのように着生状態で栽培することはなく、鉢植えで楽しむ。ミズゴケを山のような形に仕上げ、そのてっぺんに栽培する形が普通である。なお、水苔のかたまりはその中心を空洞にするように作る。
成長は非常に遅く、年間に葉を二枚か三枚出すだけである。その代わりに個々の葉は通常は四・五年、長い場合は八年も持つ。繁殖は古い茎から横に出る新芽が、十分に育ったときに株分けをする。

## 様々な芸
特に名をつけられる品種に見られる、様々な形には、それぞれに名をつけられている。

### 葉の形
富貴蘭は葉が重なってその姿ができているようなものである。普通のものは、葉が両側交互に出て、規則正しく重なる。個々の葉は平らでやや中央で二つ折りになり、全体の形としてはすんなりと伸び、葉先は水平に伸びるか、やや下を向く。
この葉先が上を向くのを立ち葉、葉先がうんと下を向くのを湾曲葉という。また、葉が短く詰まるものを小葉、豆葉などという。さらに特殊な葉型として、以下のようなものがある。
- 狂い葉：ねじれたり横に曲がったりするもの。
- 針葉：幅が細くなり、断面が三角形になるようなもの。
- 熨斗葉：葉の中ほどで左右がくっついて、熨斗のようになる。
- 剣：葉のおもて面の先端より先へと葉の先が突き出る。

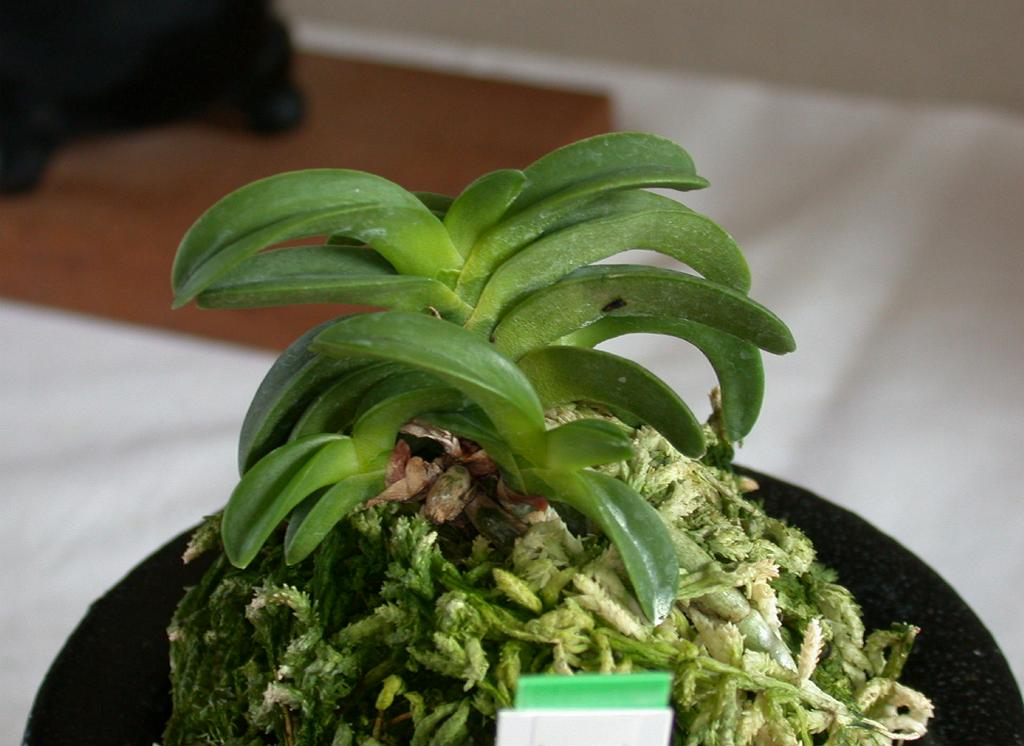
青海

### 葉の模様
いわゆる斑や柄である。代表的なものを挙げる。
- 覆輪：葉の外側に模様が入るもの。模様が幅広いものを深覆輪という。先端にのみ出るものを爪という。多くの品種がある。
- 縞：葉の上に狭い模様が縦に入るもの。幅の広いものから、ごく細かいものまで様々。安定しない場合もある。
- 中斑：葉の中心に模様が出るもの。縞から変わったものがある外には、品種がほとんどない。
- 虎斑：葉のところどころに斑紋が出る。
- 糊：表面に塗り付けたような感じに見えるもの。

### 花の芸
代表的なこくぼたんのは、赤紫系の色花、八重咲きなど。

### 茎と根
茎は葉の基部が重なり合っており、軸と呼ばれる。普通、この部分には赤褐色の色が乗る。これを泥軸という。この色が出ず、緑色のものを青軸と言う。青軸のものは、根の先端部も緑色だが、泥軸のものは赤褐色が根の先にも出る。特別に、きれいな赤色が根の先に出るものもある。これらはそれぞれ「青根」「泥根」「ルビー根」と呼ばれ、品種の重要な識別点であるとともに、観賞対象にもなる。
根を観賞する園芸は、数多い園芸分野でもほとんど類例がない。

## 代表的な品種
- 覆輪
  - 富貴殿（ふうきでん）：中型の深い覆輪。代表的品種。
  - 羆（ひぐま）：紺覆輪。
  - 銀世界（ぎんせかい）：西出都から変化、たち葉で黄覆輪。
  - 御城覆輪（ごじょうふくりん）：大柄、普及品。

- 縞
  - 大江丸縞（おおえまるしま）：木の葉型の幅広い葉に黄色の縞。

- 中斑
  - 曙（あけぼの）：東洋殿から変化、中斑が葉先まで抜ける。斑色は黄色から白に近いものまでさまざま。

- 虎斑他
  - 唐錦（からにしき）：やや幅広い葉に黄色の虎。
  - 金孔雀（きんくじゃく）小柄な葉に糊斑。

- 無地（斑はなく、型変わり）

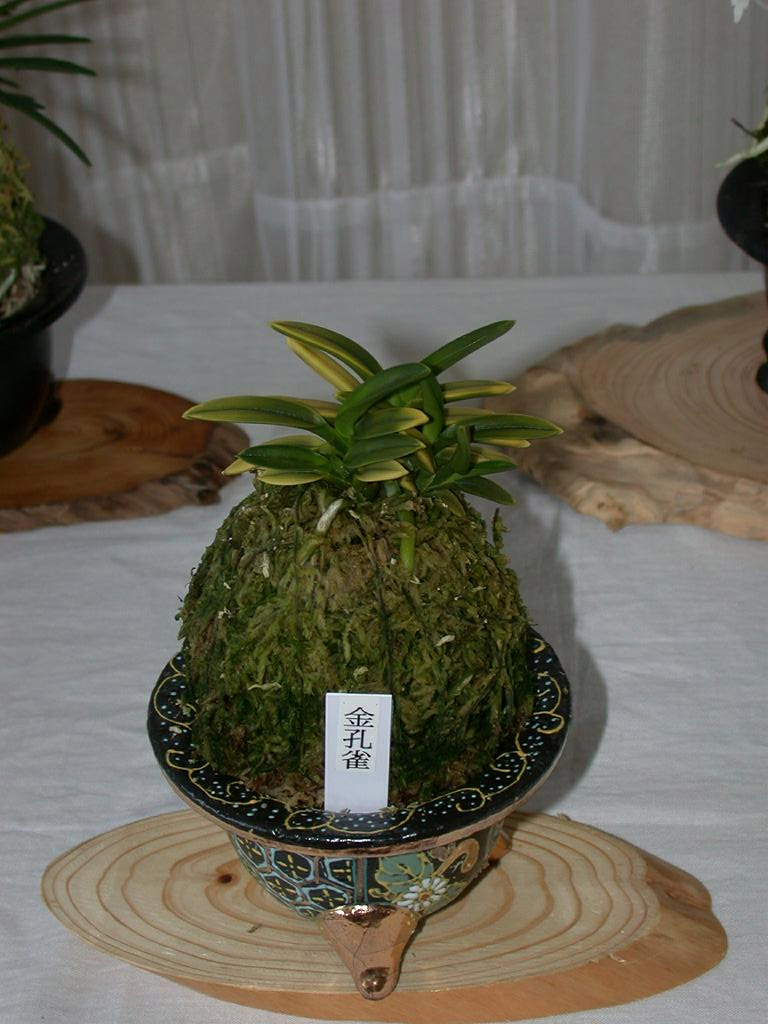
金孔雀

  - 鈴虫（すずむし）：葉は短く、厚く、剣を出す。
  - 青海（せいかい）：幅広く、短い葉が反り返り、重なり合う。
  - 孔雀丸（くじゃくまる）：葉は短く、二つ折りになる。
  - 朝鮮鉄（ちょうせんてつ）：針葉。
  - 青竜獅子（せいりゅうじし）：葉も茎も曲がり、這うような姿。
  - 玉金剛（たまこんごう）：小柄で幅広く、しまった姿。普及品。

- 花物
  - 猩々（しょうじょう）：赤花。
  - 春及殿（しゅんきゅうでん）：八重咲き。
  - 桃源（とうげん）：桃花。
  - 翡翠（ひすい）：緑花。

近年は韓国などでフウランの商業生産が盛んだが、多数の苗の中から園芸的にすぐれた変異個体が発見されることがある。
富貴蘭を含めた東洋蘭の分野では、一般に野生由来個体を珍重し、人工的に生産された苗に対して否定的である。しかし野生から新品種が発見されることは稀であり、その一方で実生生産量の多いフウランでは、それに比例して優れた個体が次々と選別され、自然界での発見が期待できないような優良品種まで出現するに至っている。そのため賛否両論はあるが、優れた個体は人工生産品でも富貴蘭として認める方向に動きつつある。
なお、人工生産品を富貴蘭として容認する場合でも、その範疇はフウラン同士の種内交配個体に限定される。他のランとの種間交雑種はいわゆる洋ランとして扱われており、鑑賞的に優れていてしばしば富貴蘭展に出品される交雑種も存在しているが、それらは今のところ富貴蘭としては公認されていない。